# Boissy-le-Cutté
 Boissy-le-Cutté  es una población y comuna francesa, ubicada en la región de Isla de Francia, departamento de Essonne, en el distrito de Étampes y cantón de La Ferté-Alais.

## Demografía
| 423 | 617 | 783 | 812 | 1039 | 1200 |
| Para los censos de 1962 a 1999 la población legal corresponde a la población sin duplicidades (Fuente: INSEE [Consultar]) |     |     |     |      |      |